# Ким Джун Хо (конькобежец)
Ким Джун Хо (род. 9 октября 1995 года, Сеул) — южнокорейский конькобежец. Специализируется на дистанции 500 метров. Серебряный призёр чемпионата мира 2019 года на отдельных дистанциях (командный спринт).
Принимал участие на зимних Олимпийских играх 2014 года в Сочи заняв 21-е место на дистанции 500 метров. На Чемпионате мира по конькобежному спорту среди юниоров в 2012 году занял третье место.
Участвовал в Кубке мира по конькобежному спорту 2012/2013 заняв 15-е место
На Чемпионате Южной Кореи по конькобежному спорту в спринтерском многоборье 2012/2013 занял третье место. На этом же чемпионате в сезоне 2014/2015 завоевал золото.

## Личные рекорды
| Дистанция | Дата             | Арена          | Время   |
| --------- | ---------------- | -------------- | ------- |
| 500м      | 9 декабря 2017   | Солт-Лейк-Сити | 34,35   |
| 1000м     | 27 сентября 2014 | Калгари        | 1.10,44 |
| 1500м     | 20 сентября 2014 | Калгари        | 1.53,99 |
| 3000м     | 10 марта 2012    | Сеул           | 4.11,83 |
| 5000м     | 10 февраля 2011  | Сеул           | 7.26.76 |